# Hiéroglyphe égyptien O13
Le plan d'édifice avec frise, en hiéroglyphes égyptiens, est classifiée dans la section O « Bâtiments, parties de bâtiments etc. » de la liste de Gardiner ; cet hiéroglyphe y est noté O13.

## Représentation
Il représente le plan d'un édifice (construction similaire à O4) surmonté d'une frise de créneaux décoratifs (hiéroglyphe Aa30).

## Utilisation
| s | b | x · t | O13 |

| s | b | x · t | O13 |

| s | b | x | O13 |

| s | b | x | O13 |

| s | b | x | O13 |

| s | b | x | O13 |

de murs, enclore ».
| O14 |

| O14 |